# Michael Billington (Schauspieler)
Michael Billington (* 24. Dezember 1941 in Blackburn, England; † 3. Juni 2005 in Margate, Kent, England) war ein britischer Schauspieler.

## Leben
Billington kam in den 1960er Jahren nach London, wo er zunächst für den Filmverleih Warner-Pathé tätig war. Bald folgten erste kleinere Rollen in Theaterproduktionen im West End. Danach wirkte Billington in zahlreichen Spielfilmen und Fernsehfilmen mit, so in Nummer 6 von Patrick McGoohan oder Die Profis. Seine bekannteste Rolle war die des Colonel Paul Foster in der Science-Fiction-Serie UFO. Zwischen 1971 und 1974 spielte er in dem Historiendrama Die Onedin-Linie die Figur des Daniel Fogarty.
Billington galt Anfang der 1970er als heißer Kandidat für die Rolle des James Bond als Nachfolger von George Lazenby (Im Geheimdienst Ihrer Majestät). Schließlich spielte er 1977 in Der Spion, der mich liebte eine kleine Nebenrolle als Sergej Borsov, dem Liebhaber der Spionin Major Anya Amasova. Als Roger Moore vor James Bond 007 – In tödlicher Mission kurzzeitig überlegte, die Rolle des James Bond nicht noch einmal zu spielen, galt Billington erneut als Kandidat für die Rolle. Enttäuscht über die finale Absage ging Billington in die Staaten, wo er zunächst Unterricht bei Lee und Anna Strasberg nahm. Danach trat er in US-Serien wie Hart aber herzlich, Fantasy Island und Magnum auf. Der große Durchbruch blieb jedoch aus. Der Versuch, als Drehbuchautor zu reüssieren, scheiterte ebenfalls. Billington kehrte ins Vereinigte Königreich zurück, wo er hauptsächlich als Lehrer arbeitete. Mitte der 1990er Jahre war er als Tutor am Lee Strasberg Studio in London tätig.
Er war seit 1988 mit Katherine Kristoff verheiratet, die 1998 verstarb. Nach dem frühen Tod seiner Frau widmete sich Billington vor allem der Erziehung des gemeinsamen Sohnes Michael Jr. Billington verlor seinen Kampf gegen Krebs wenige Tage vor dem Tod seines Co-Stars in der Serie UFO, Ed Bishop.

## Filmografie (Auswahl)
- 1964: The Valiant Varneys (Fernsehserie, 1 Episode)
- 1965: Dream A40 (Kurzfilm)
- 1966: United! (Fernsehserie, 23 Episoden)
- 1967: Nummer 6 (The Prisoner, Fernsehserie, 1 Episode)
- 1969: Alfred der Große – Bezwinger der Wikinger (Alfred the Great)
- 1970–1971: UFO (Fernsehserie, 21 Episoden)
- 1971: Hadleigh (Fernsehserie, 2 Episoden)
- 1971–1974: Die Onedin-Linie (The Onedin Line, Fernsehserie, 35 Episoden)
- 1972: Krieg und Frieden (War and Peace, Fernsehserie, 4 Episoden)
- 1974: Task Force Police (Softly Softly: Task Force, Fernsehserie, 1 Episode)
- 1974: Weltraumkommando S.H.A.D.O. (UFO... annientare S.H.A.D.O. stop. Uccidete Straker...)
- 1974: UFO: Prendeteli vivi
- 1974: UFO: Distruggete Base Luna
- 1974: Invasion: UFO
- 1975: The Way of the World (Fernsehfilm)
- 1975: Edward VII (Edward the Seventh, Miniserie, 3 Episoden)
- 1977: James Bond 007 – Der Spion, der mich liebte (The Spy Who Loved Me)
- 1977: Sister Dora (Miniserie, 1 Episode)
- 1978: Spearhead (Fernsehserie, 7 Episoden)
- 1978: Die Profis (The Professionals, Fernsehserie, 1 Episode)
- 1979: Thundercloud (Fernsehserie, 1 Episode)
- 1982: The Greatest American Hero (Fernsehserie, 1 Episode)
- 1982: Hart aber herzlich (Hart to Hart, Fernsehserie, Folge: Flaschenteufel)
- 1982: Gavilan (Fernsehserie, 1 Episode)
- 1982: Die Aufgabe: Thronfolger gesucht (The Quest, Fernsehserie, 9 Episoden)
- 1983: Fantasy Island (Fernsehserie, 1 Episode)
- 1983: Philip Marlowe, Private Eye (Fernsehserie, 1 Episode)
- 1983: Flicks
- 1984: All the World’s a Stage (Miniserie, 1 Episode)
- 1984: Magnum (Magnum, p.i., Fernsehserie, 1 Episode)
- 1984: Antony and Cleopatra (Fernsehfilm)
- 1985: KGB: The Secret War
- 1986: The Collectors (Fernsehserie, 10 Episoden)
- 1993: Maigret (Fernsehserie, 1 Episode)